# 赤馬赤樊桃殿
赤馬赤樊桃殿昔作李王廟、李王爺廟，因當地古地名為緝馬灣，又作緝馬灣宮，臺灣澎湖縣廟宇，位於西嶼鄉赤馬村（緝馬灣），主祀李府王爺，西嶼澳角頭廟之一。法師流派為「閭山派」。:60–62

## 沿革
赤馬村在清代、日本時期的官方文獻都記作「緝馬灣」:196，但居民自稱當地為「緝仔灣（Tship-á-uan）」，澎湖其他地方才稱「緝馬灣（Tship-má-uan）」；根據陳憲明教授推測，因當地為沿海地區，常可撿拾牡蠣或岩生貝類等殼類生物，閩南話稱作「緝仔」或「戚仔」，「緝馬灣」的「馬（má）」應為口語「緝仔（Tship-á）」尾音的借用字。「緝灣」在二戰後改作「赤馬」，其中「赤」字取自村內大廟「赤樊桃殿」，結合舊地名緝馬灣之「馬」字而成。
赤樊桃殿確切設立年份不詳，廟中碑文自述為康熙己丑年（即康熙四十八年、公元1709年）開基，但於日治時期臺灣總督府的調查報告則載為嘉慶十五年（1810年）開基。赤樊桃殿在設立之初即為王爺信仰，迎奉朱府、柳府以及李府三名王爺，其中引以李三王為主祀神祇，故早期亦稱「李三王廟」。該廟在道光、光緒二朝皆有修建紀錄，來自頂山嶼港仔的居民（今白沙鄉港子村）不時會來拜謁，遂和港子保定宮互為交陪。
根據《總督府公文類纂》在明治31年（1898年）9月的〈社寺廟宇調查〉中，緝馬灣鄉大廟登錄名稱為「李王廟」，土地計158坪，建築面積則為28坪。又廟中碑文曾撰述「李王廟」於大正10年（1921年）進行改建，當時由村內鄉老李清雲發起，對應南瀛佛教會在昭和12年（1937年）間進行的寺廟宗祠調查，李王廟已登記為「赤樊桃宮」，故可推測「李王廟」改稱「赤樊桃宮」的時間，應在大正10年（1921年）的改建落成之後。此外，今廟名「赤樊桃」乃對應村廟供奉的三位王爺，「赤」取近朱者赤的「朱府王爺」、「樊」即為柳，代表「柳府王爺」，「李」與「桃耦」，即「李府王爺」，此為廟名典故。
民國58年（1969年），值年四甲鄉老，洪崑耀、趙昌勝、趙仕、鄭媽程等鑒於村廟老舊，號召重修，並四處籌措基金，由村內四甲各選三名委員主導募款情事，凡本村漁船盈利所得皆抽分奉獻，住戶販售花生、毛豬所得亦然，鄉老鄭公煉更赴往台灣本島拜訪旅台鄉親募資。民國62年（1973年），農曆十月十五間請神出火、拆除舊廟，其廟宇延續舊方位，坐向採依癸丁兼子午（坐東北朝西南），並委請澎湖後窟潭大木匠師謝自南設計，外觀形式比照紅木埕武聖廟，左右各置鐘鼓樓，建築氣勢巍然，另有泥匠劉天郎、石匠黃欲齊等竭力相助，歷時五年，順利於民國66年（1977年）落成，並於農曆十月二十日舉辦迎神遶境落成大典，即為今貌。

## 圖輯

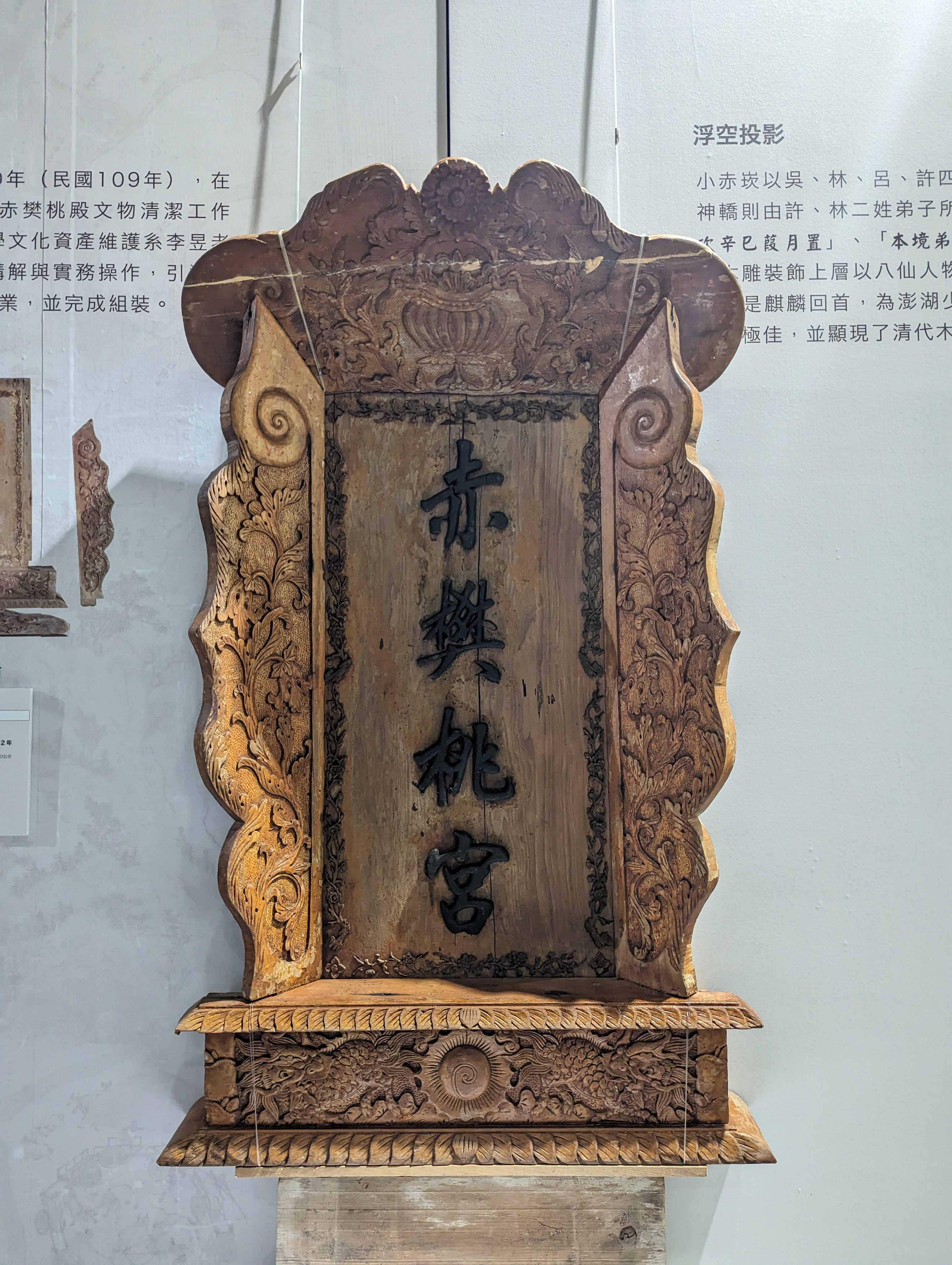
赤樊桃宮廟名額
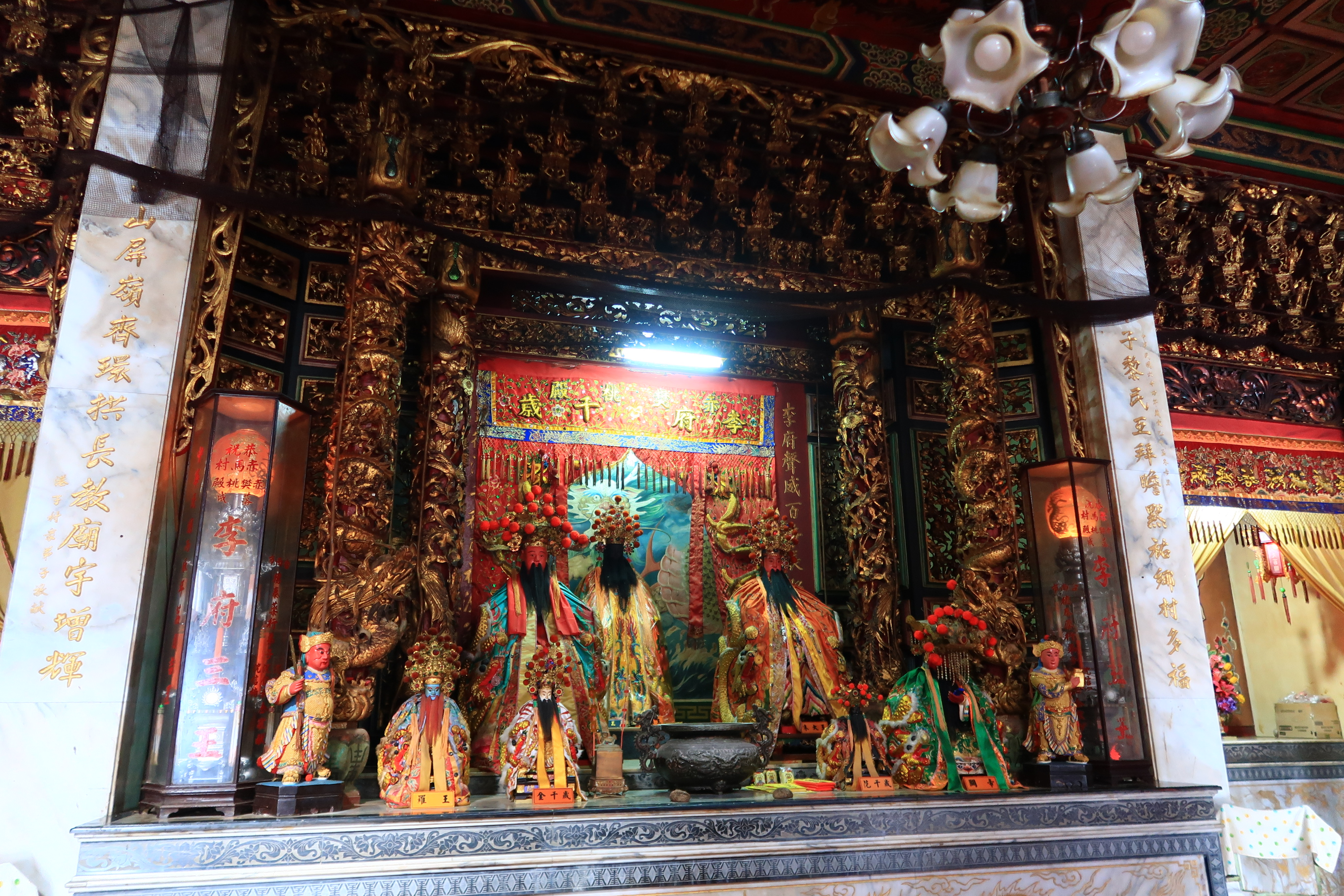
大殿神龕、神像
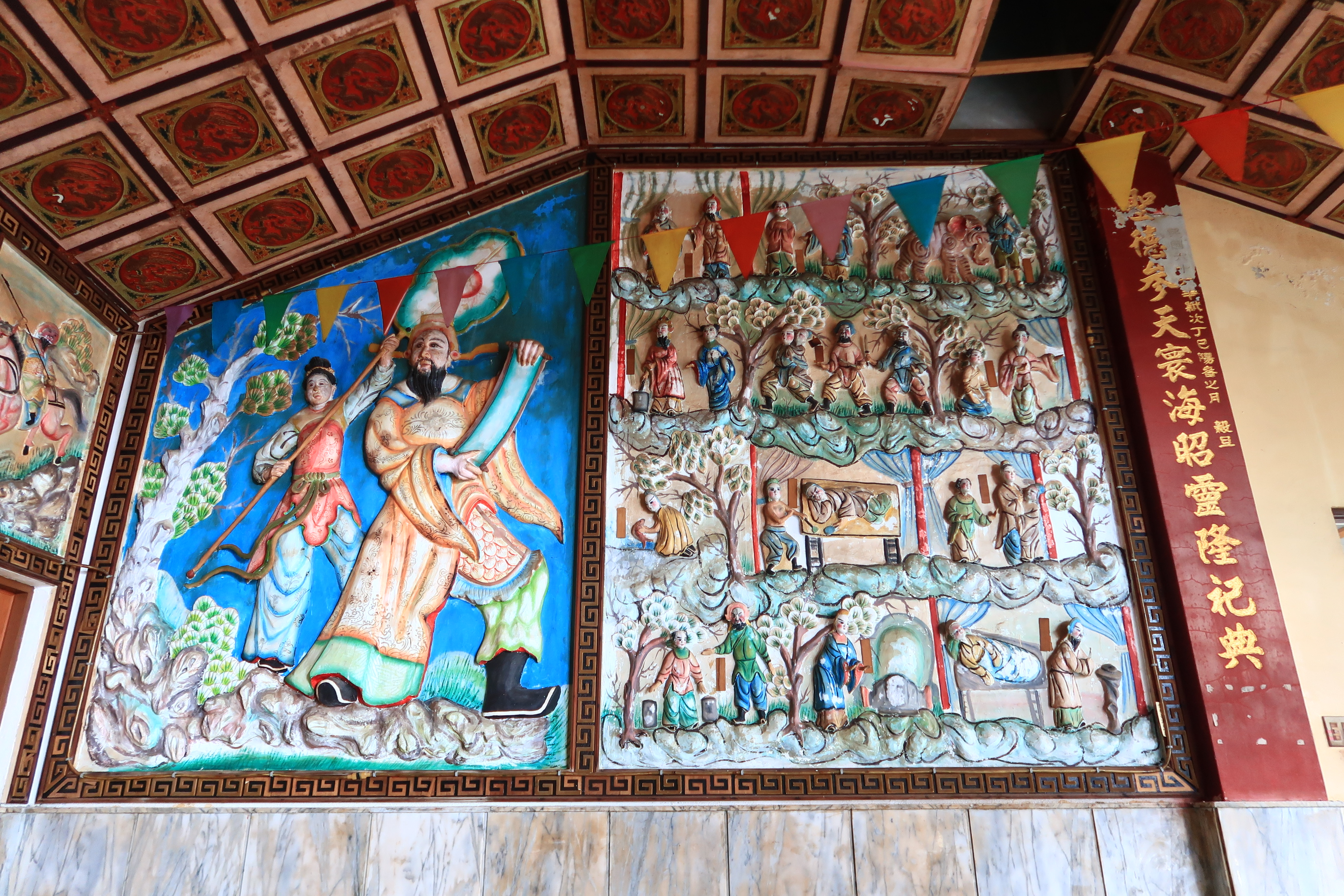
浮雕、吳克文楹聯
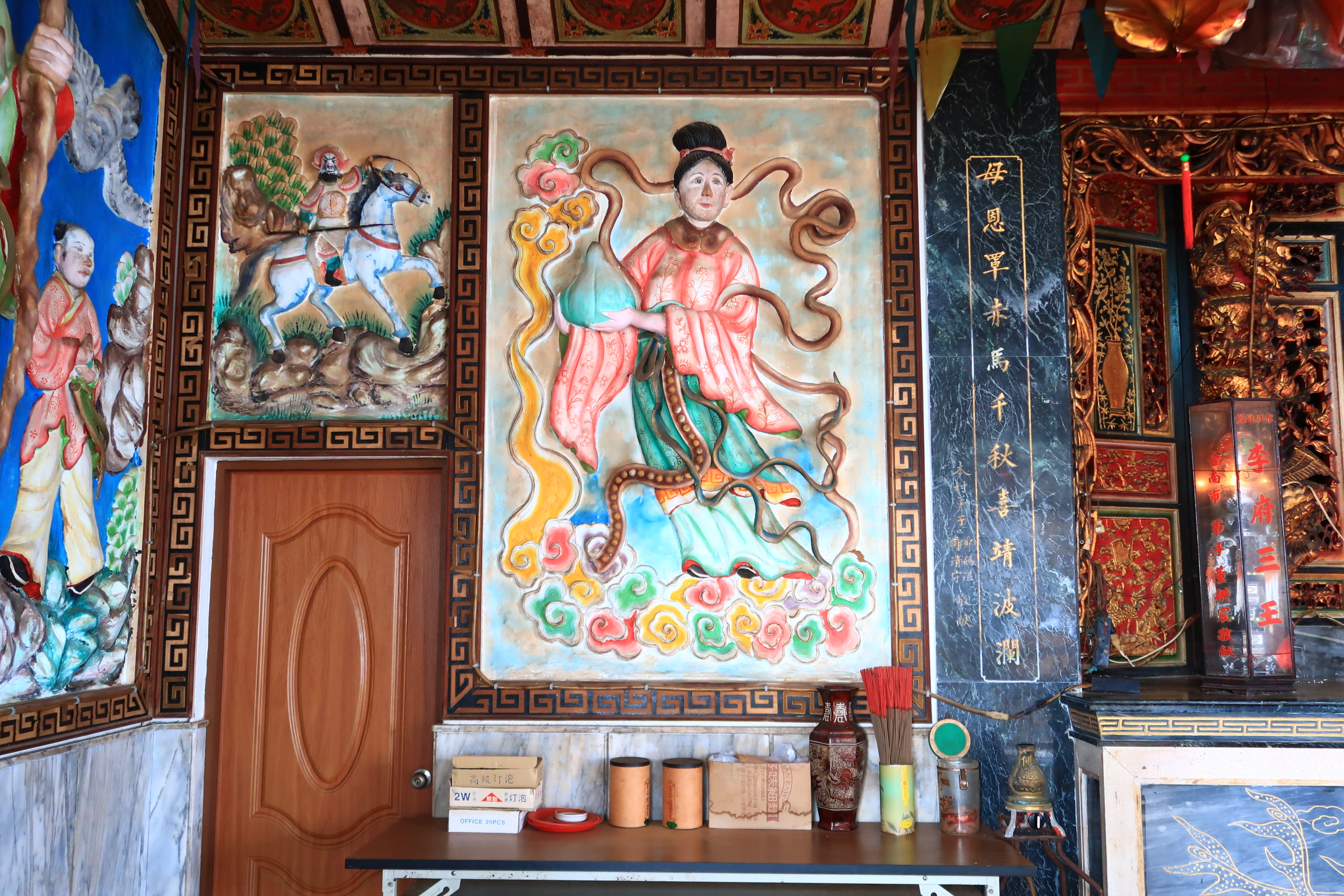
三樓大殿：浮雕
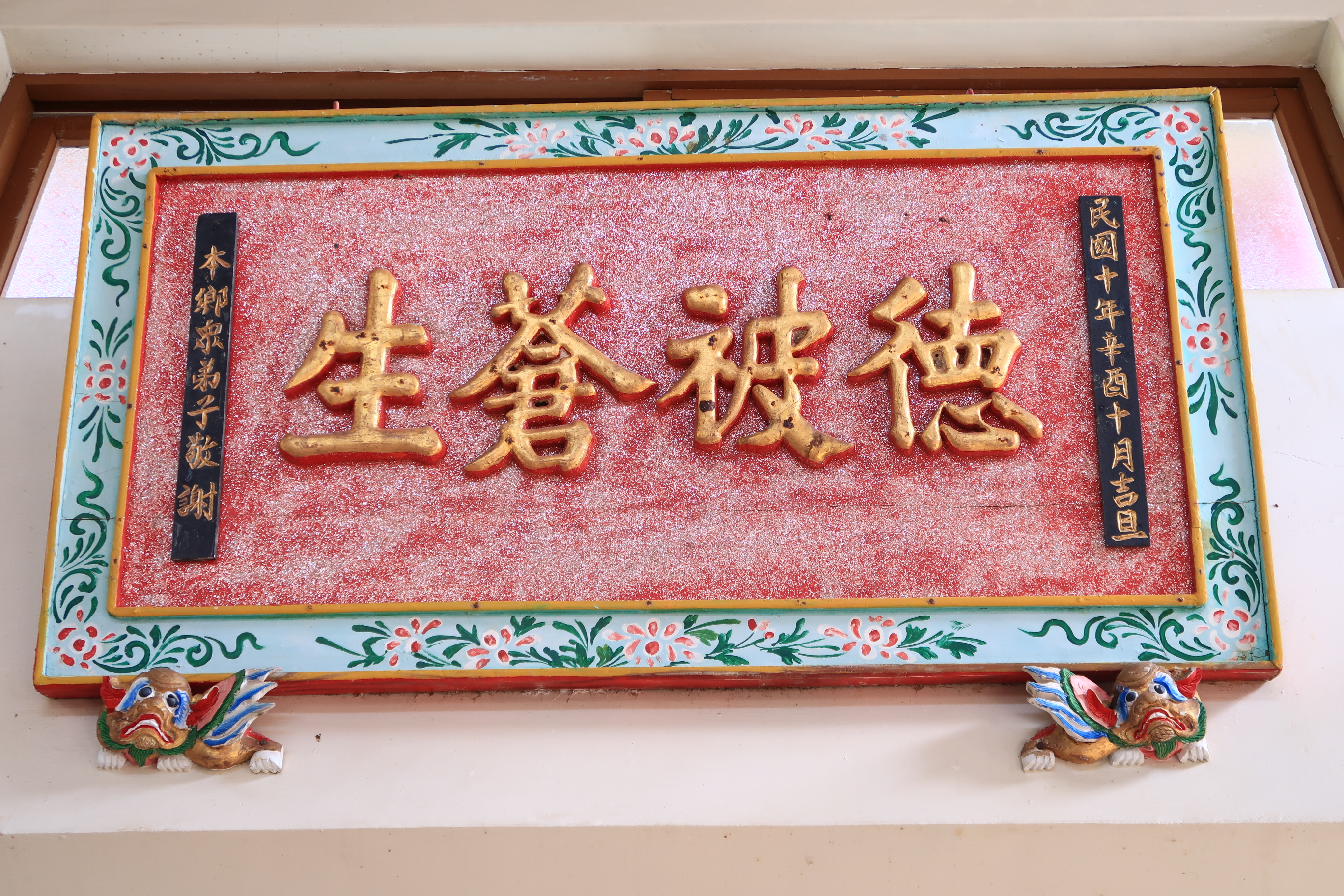
德被蒼生匾（1922年）
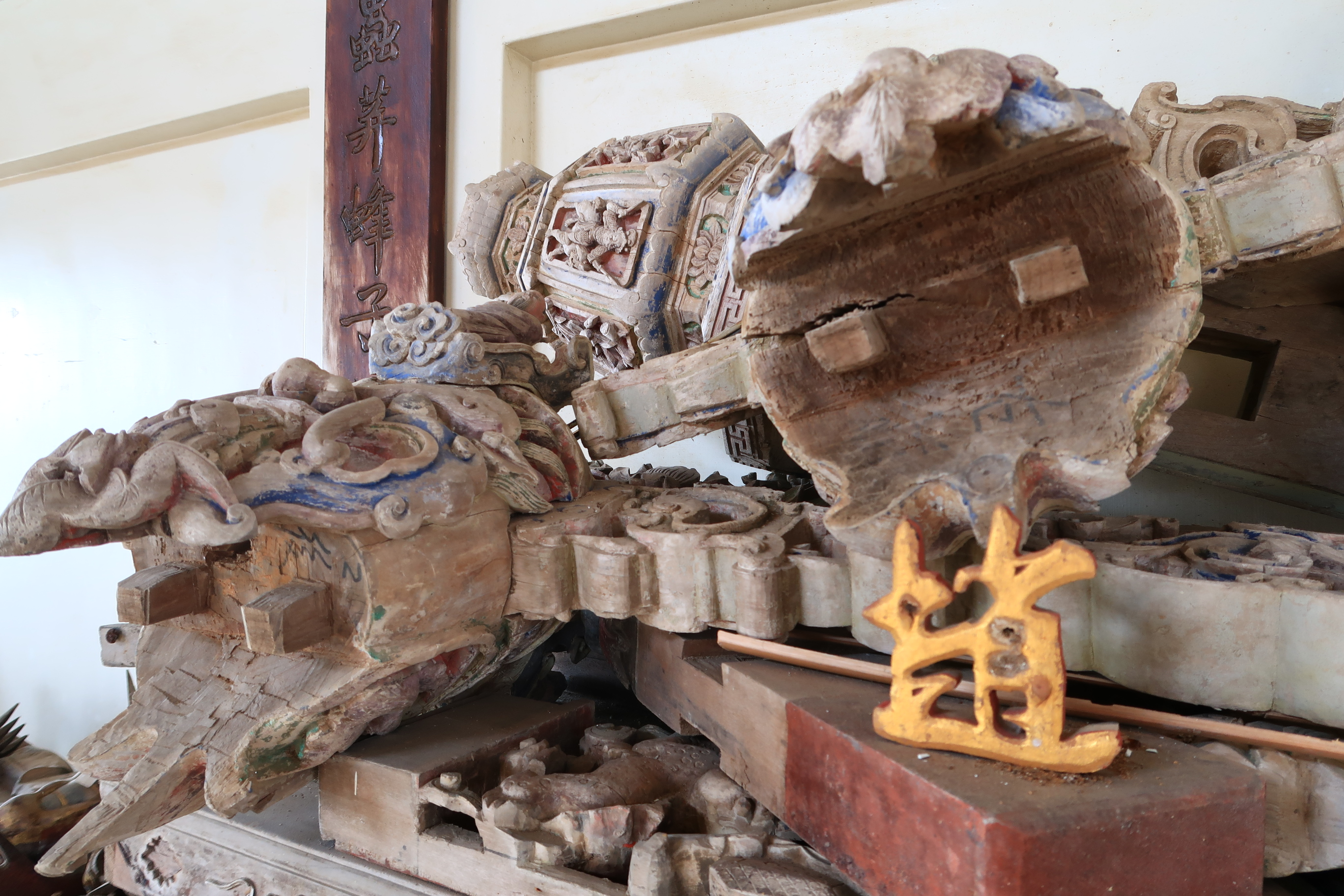
大正年間古廟木結構殘存文物
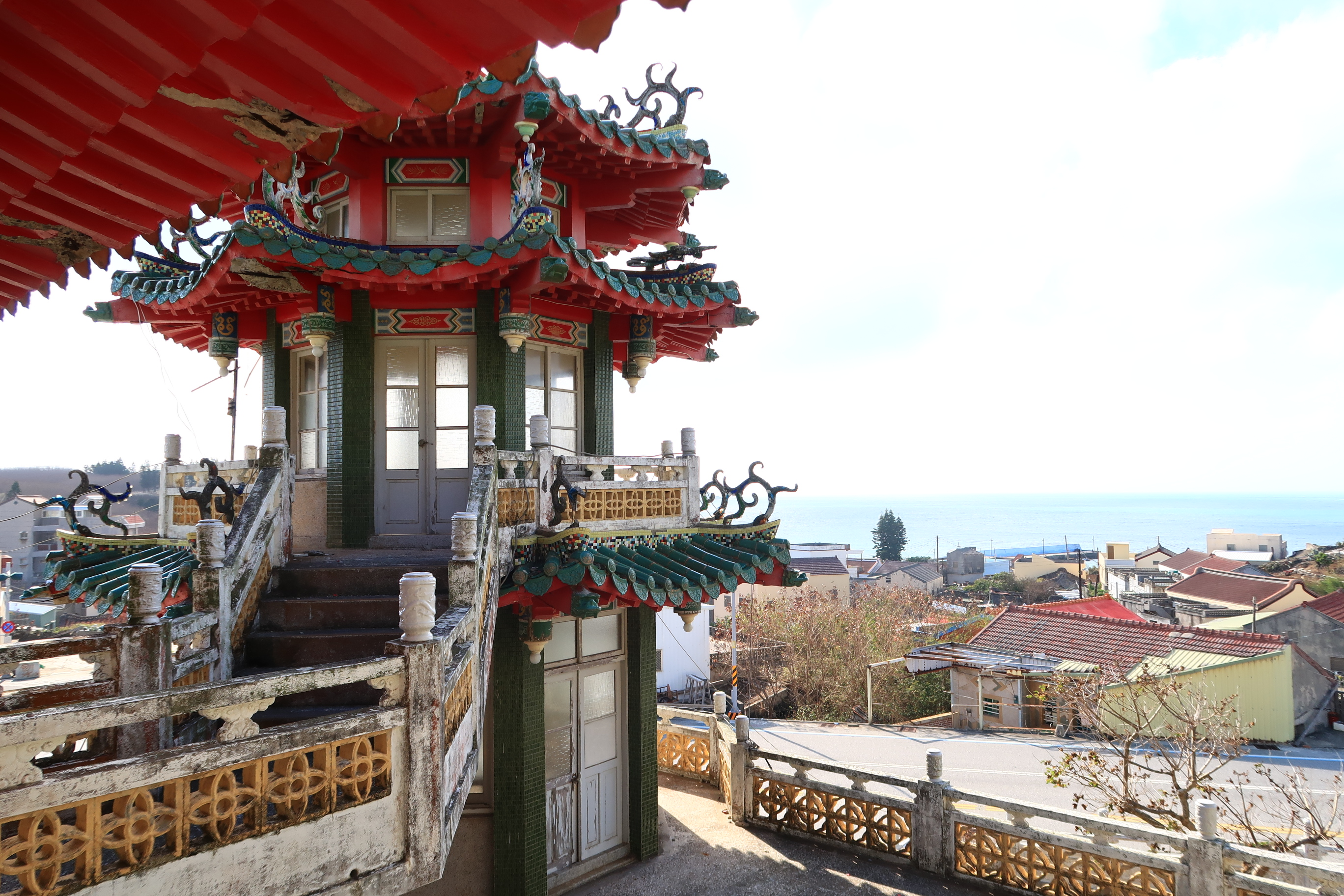
外景：縣道203號

## 外部連結
- 攬ㄟ大廟,攬ㄟ神的Facebook專頁